# Arturo Yamasaki
Pour les articles homonymes, voir Yamasaki.
Arturo Yamasaki Maldonado (Lima, 11 mai 1929 – Mexico, 23 juillet 2013) est un arbitre péruvien de football, naturalisé mexicain. En 2003, il fut nommé à la tête de la Commission des arbitres mexicains.  

## Carrière
- Coupe du monde de football de 1962 (2 matchs)
- Copa América 1963 (6 matchs)
- Copa Libertadores 1965 (finale CA Independiente-CA Peñarol)
- Coupe du monde de football de 1966 (1 match)
- Copa América 1967 (éliminatoires)
- Jeux olympiques de 1968 (2 matchs)
- Coupe du monde de football de 1970 (1 match)